# Route nationale 144
Pour les articles homonymes, voir N144 et Route 144.
La route nationale 144, ou RN 144, est une ancienne route nationale française reliant d'abord Salbris à Montluçon puis Bourges à Riom.

## Histoire
À l'origine, la route nationale 144 reliait Salbris à Montluçon via Neuvy-sur-Barangeon et Bourges. Elle avait donc le tronçon de Levet à Montluçon en commun avec l'actuelle RN 144.
La réforme de 1972 entraîne le déclassement de la RN 144 entre Salbris et Saint-Doulchard en RD 944, le tronc commun avec la RN 76 (de Saint-Doulchard à Bourges) était resté à la RN 76 alors que le tronc commun avec la RN 140 (de Bourges à Levet) a été attribué à la nouvelle RN 144.
La nouvelle RN 144 reprend des tronçons des anciennes RN 140 (de Bourges à Levet), RN 144 et RN 143 (de Montluçon à Riom).
Le décret du 5 décembre 2005 a entraîné son transfert aux départements : elle devient RD 2144.
Entre Bruère-Allichamps et Saint-Amand-Montrond, la RD 2144 fait partie de la route Jacques-Cœur.

## Tracés

### De Salbris à Bourges
- Salbris D 944
- Nançay
- Neuvy-sur-Barangeon
- Allogny
- Bourgneuf, commune de Saint-Éloy-de-Gy D 944
- Saint-Doulchard D 2076
- Bourges D 2076

### De Bourges à Montluçon
- Bourges (km 50)
- Levet (km 67)
- Coudron, commune de Chavannes (km 75)
- Jariolle, commune de Uzay-le-Venon (km 80)
- Bruère-Allichamps (km 85)
- Saint-Amand-Montrond (km 92)
- Meslon, commune de Coust (km 100)
- Lételon (km 103)
- Urçay (km 107)
- Meaulne (km 111)
- La Grave, commune de Vallon-en-Sully (km 118)
- Forges, commune de Nassigny (km 123)
- Reugny (km 126)
- Estivareilles (km 131)
- Saint-Victor (km 134)
- Désertines (km 138)
- Montluçon (km 141)

### De Montluçon à Riom
- Montluçon (km 147)
- Néris-les-Bains (km 149)
- Durdat-Larequille (km 154)

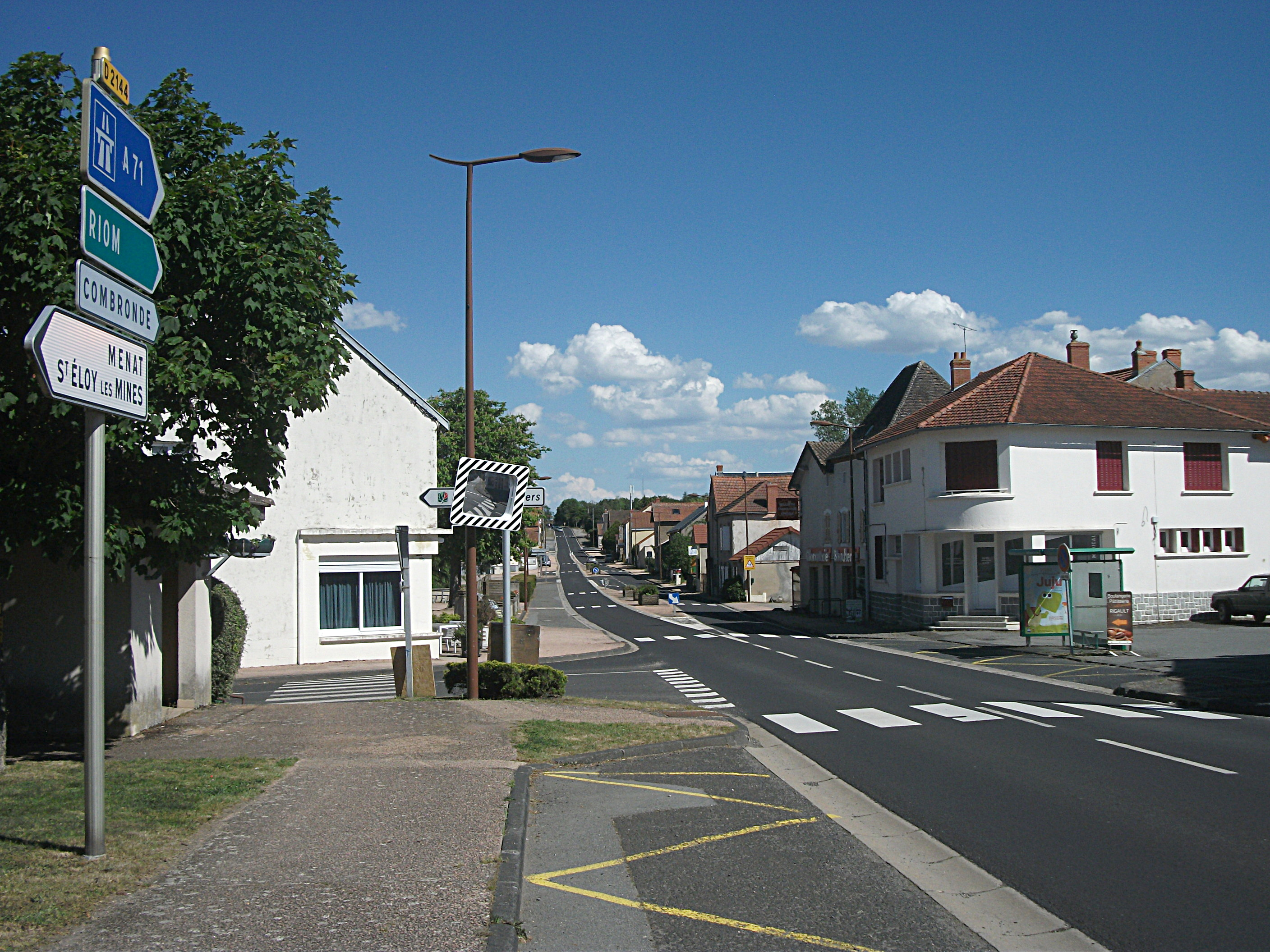
L'ancienne route nationale 144 à Saint-Pardoux, en direction de Riom.

- Gournet, commune de La Celle (km 159)
- Ars-les-Favets (km )
- Montaigut-en-Combraille (km 166)
- Saint-Éloy-les-Mines (km 170)
- La Boule, commune de Menat
- Le Cerisier, commune de Menat
- La Baraque Brûlée, commune de Menat
- Montvachoux, commune de Menat
- Château-Gaillard, commune de Menat
- Pont-de-Menat, commune de Saint-Rémy-de-Blot (km 180)
- Les Barraques, commune de Pouzol (km 187)
- Saint-Pardoux (km 192)
- L'Arbre-de-la-Ronce, commune de Saint-Hilaire-la-Croix (km 195)
- Bournet, commune de Saint-Hilaire-la-Croix
- Le Bois-des-Lapins, commune de Jozerand (km 200)
- Combronde (km 204)
- Les Berciats, commune de Beauregard-Vendon
- Davayat (km 209)
- Saint-Bonnet-près-Riom (km 211)
- Riom (km 214)